# 瑪麗島

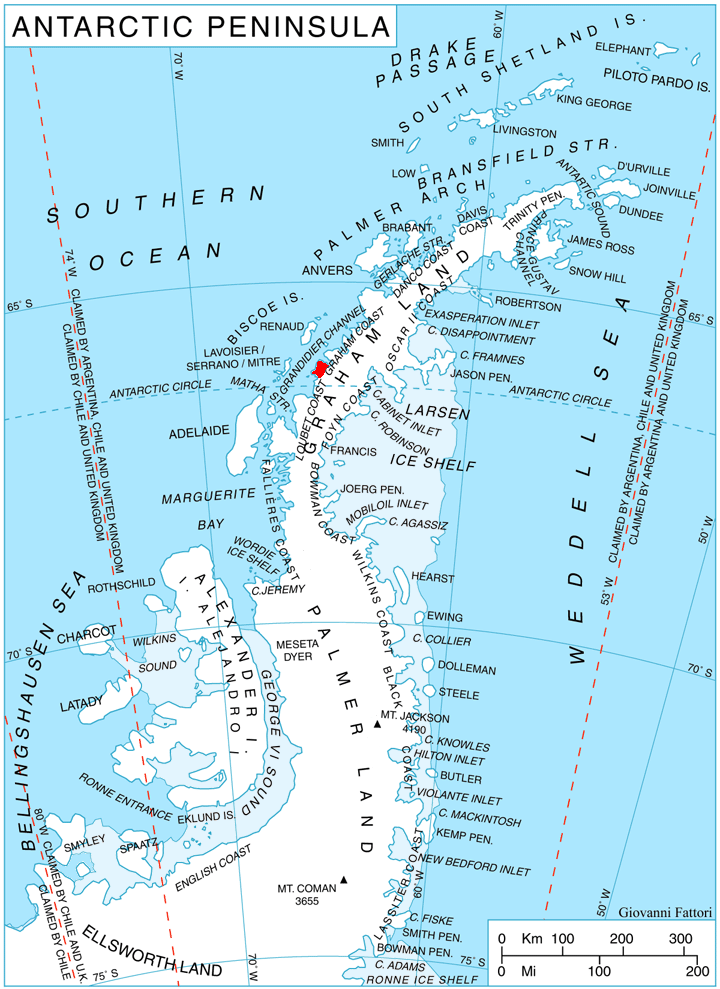

瑪麗島（英語：Marie Island）是南極洲的島嶼，位於葛拉漢地，處於斯特雷舍半島西北岸的埃文森角以北，長4公里，由讓-巴蒂斯特·夏古率領的法國探險隊命名，現時由南極條約體系管理。